# 美国华人历史学会

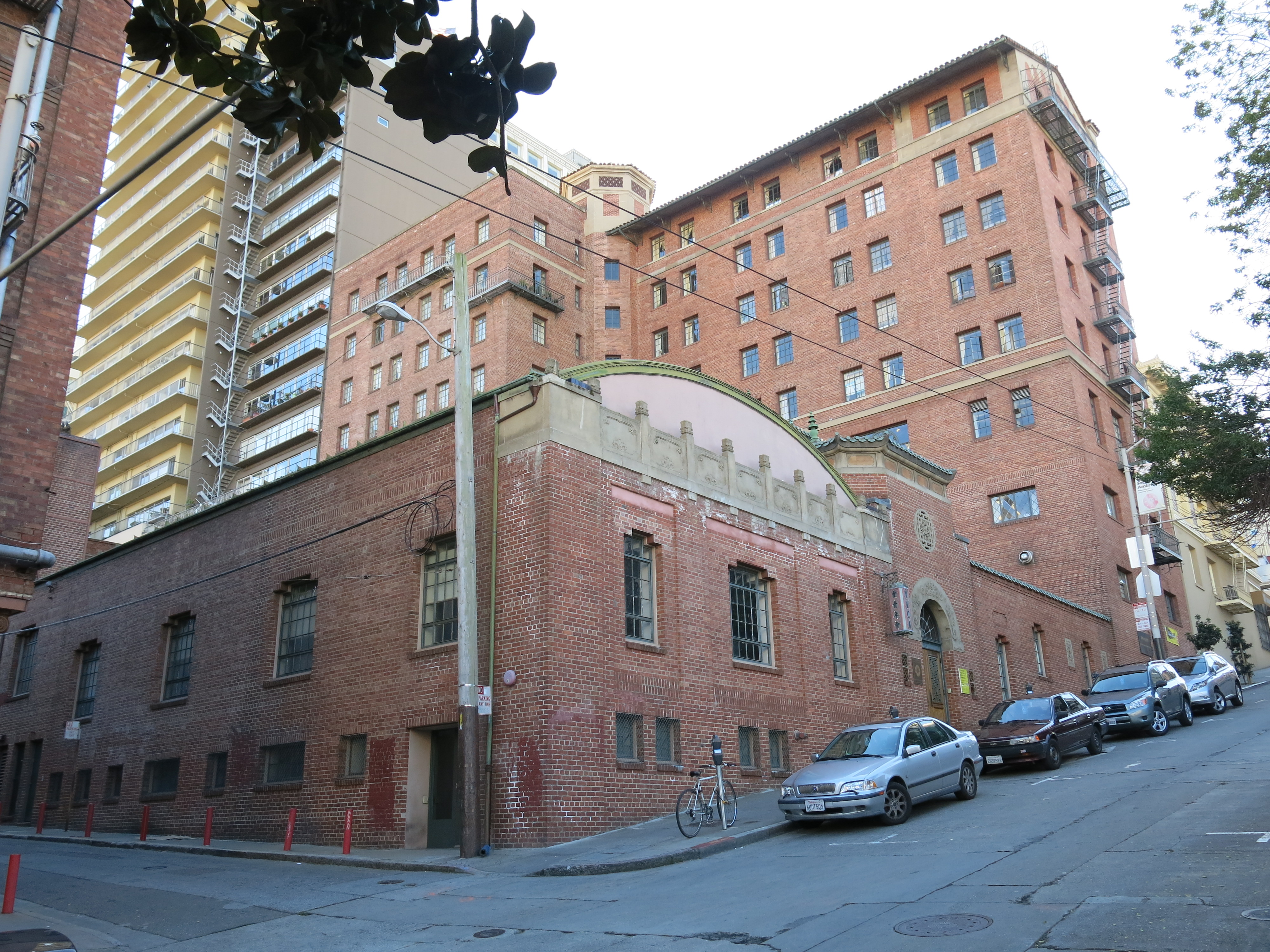

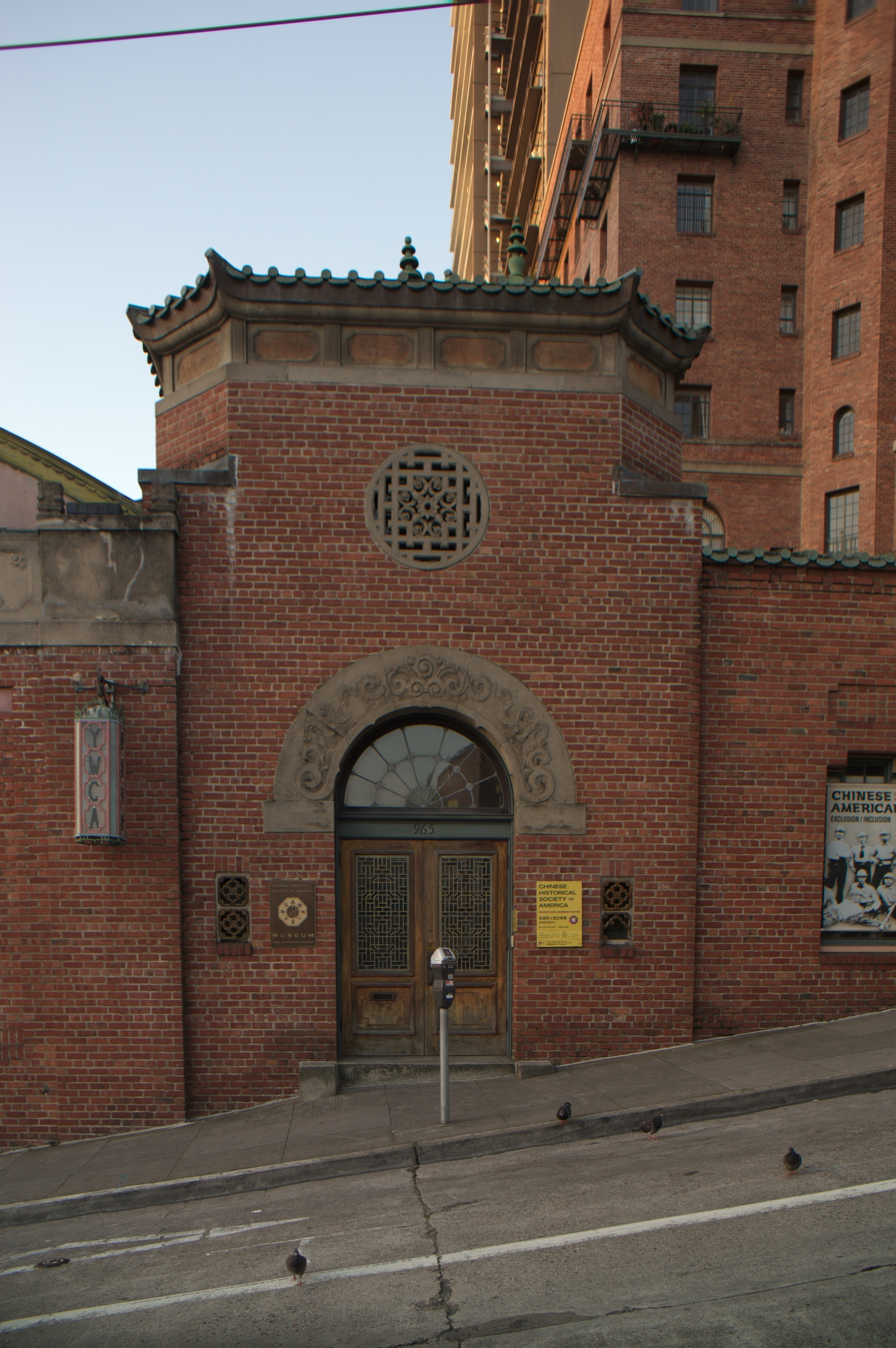
入口

美国华人历史学会（英語：Chinese Historical Society of America，简称CHSA）是美国的一个华人组织，拥有记录华裔美国人历史最古老和最大的档案和历史中心。

## 历史
它成立于1962年秋季，1963年1月5日注册，总部位于加利福尼亚州的旧金山。在2001年，它成立了美国华人历史学会博物馆和学习中心，位于朱莉娅·摩根设计的华人基督教女青年会大楼内，该建筑建于1929年至1932年，拥有若干中国元素。